# 韋特施泰因山脈

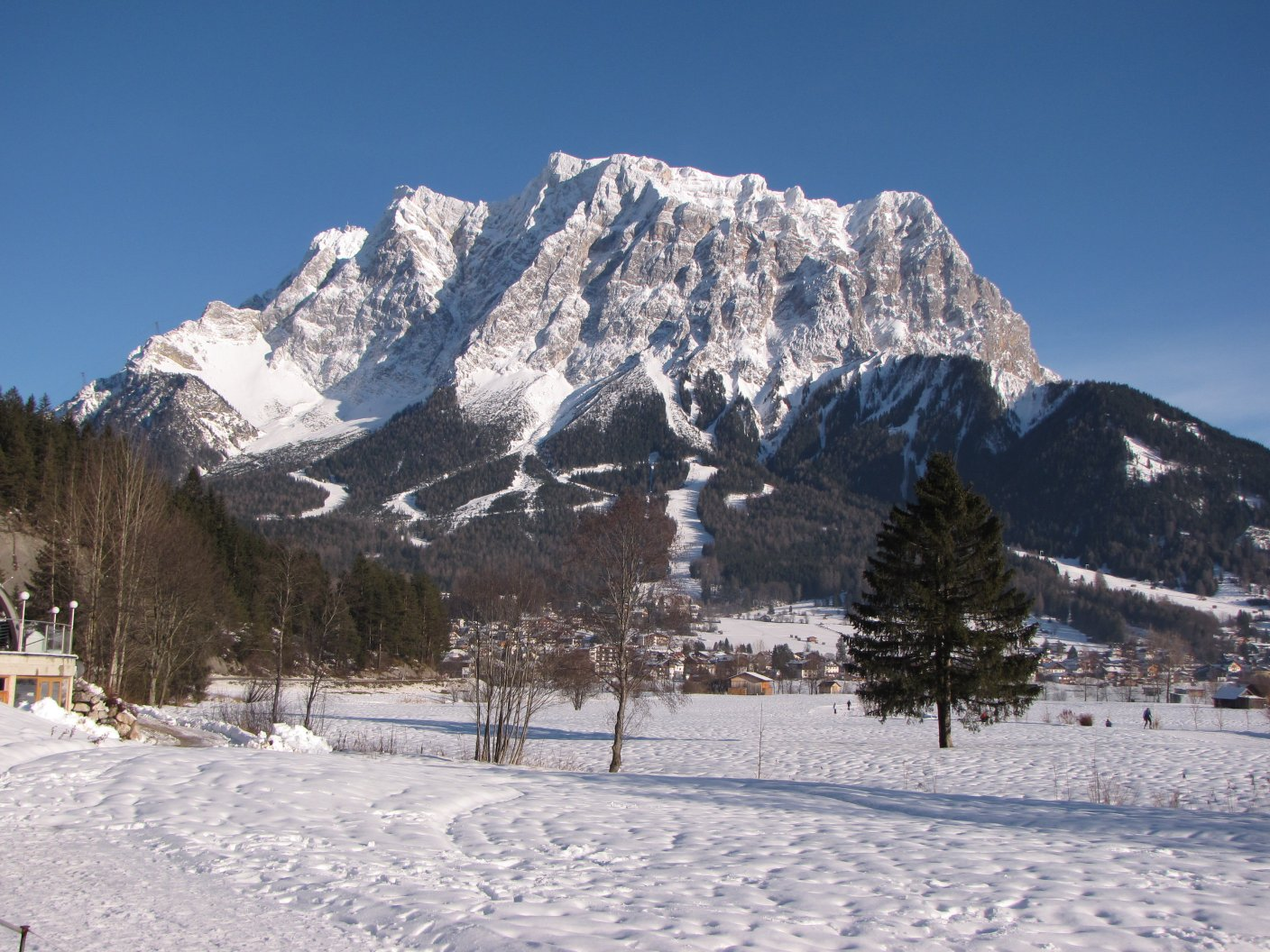

韋特施泰因山脈（德语：Wettersteingebirge）是歐洲的山脈，是北石灰岩山脉的一部分，橫跨奧地利蒂羅爾州和德國巴伐利亞，最高點楚格峰海拔高度2,962米。